# NGC 4434
NGC 4434 este o galaxie eliptică situată în constelația Fecioara. A fost descoperită în 28 decembrie 1785 de către William Herschel. Se află la o distanță de 21,48 de megaparseci de Pământ.